# Bosak baryłkowaty
Bosak baryłkowaty (Abax ovalis) – gatunek chrząszcza z rodziny biegaczowatych i podrodziny dzierowatych.

## Taksonomia
Gatunek ten opisany został po raz pierwszy w 1812 roku przez Caspara Erasmusa Duftschmida pod nazwą Carabus ovalis.

## Morfologia
Chrząszcz o wydłużonym, szeroko-owalnym ciele długości od 11 do 15,5 mm, u obu płci ubarwionym lśniąco czarno z brązowymi głaszczkami. Głowa jest mniejsza niż u A. continuus. Przedplecze jest trapezowate w zarysie, o łukowato wklęsłej krawędzi przedniej, ku przodowi silnie, a ku tyłowi bardzo słabo zwężone. Powierzchnia przedplecza zaopatrzona jest w podłużną bruzdę przez środek oraz niepunktowane dołki przypodstawowe. Pokrywy mają całkowicie obrzeżone, niewiele od przedplecza szersze podstawy, niewystający lub co najwyżej ledwo co wystający ząbek w kątach barkowych, niewyraźnie punktowane rzędy, w tym rząd ósmy punktowany pośrodku znacznie rzadziej niż z przodu i z tyłu, żeberkowato wysklepione międzyrzędy. Nie występują chetopory (punkty szczecinkowe) przytarczkowe. Skrzydła tylnej pary są uwstecznione. Stopy cechują się ostatnim członem nagim od spodu.

## Ekologia i występowanie
Owad rozmieszczony od nizin po góry, ale głównie na wyżynach i podgórzach. Zasiedla głównie lasy liściaste i pobrzeża strumieni, aczkolwiek znajdywany jest też na polach uprawnych. Postacie dorosłe aktywne są od wiosny do jesieni i stanowią stadium zimujące. Zarówno za dnia, jak i nocą polują na bezkręgowce, zwłaszcza owady i ślimaki. Samice wykazują troskę rodzicielską o potomstwo, strzegąc złożonych w butwiejącej kłodzie, pniaku czy pod kamieniem jaj przez okres około trzech tygodni, aż do wylęgu larw, nie przyjmując wówczas pokarmu.
Gatunek palearktyczny, europejski, znany z Francji, Belgii, Holandii, Niemiec, Szwajcarii, Liechtensteinu, Austrii, Włoch, Polski, Czech, Słowacji, Węgier, Ukrainy, Bułgarii, Słowenii, Chorwacji, Bośni i Hercegowiny, Serbii, Czarnogóry, Albanii oraz Macedonii Północnej.